# VŠEMvs Karlovka Bratislava
El VŠEMvs Karlovka Bratislava es un equipo de baloncesto eslovaco con sede en la ciudad de Bratislava, que compite en la SBL, la máxima competición de su país. Disputa sus partidos en el Hala prof. Rovného, con capacidad para 350 espectadores.

## Posiciones en liga
- 2005 - (1-3)
- 2006 - (7-2)
- 2007 - (14-2)
- 2008 - (13-2)
- 2009 - (5-2)
- 2010 - (7-2)
- 2011 - (13-1L)
- 2012 - (5-1L)
- 2013 - (1-1L)
- 2014 - (1-1L)
- 2015 - (8-SBL)

## Palmarés
- Campeón 1L - 2013, 2014

## Jugadores destacados
| - Tomas Abel - Lukáš Hoferica - Michal Valach - Oliver Tot |